# Glivci
Glivci (znanstveno ime Sparassis) so rod gliv iz družine glivčark (Sparassidaceae).

## Seznam glivcev Slovenije[2]
- hrastov glivec (Sparassis laminosa)
- žličasti glivec (Sparassis spathulata)
- borov glivec (Sparassis crispa)
- jelkov glivec (Sparassis brevipes)